# Baak (Bronckhorst)
Baak ist ein kleines Dorf der Gemeinde Bronckhorst im Achterhoek in der niederländischen Provinz Gelderland.
Baak entstand um 1190 als ein Weiler (niederländisch buurtschap). Das heutige Dorf hat eine, für seine geringe Einwohnerzahl, recht große neugotische Kirche. 
Im Dorf befindet sich das Schloss Huis Baak, eines der vielen Schlösser in diesem Teil der Achterhoek. Das Herrenhaus und die umliegenden Park kann nach Absprache besichtigt werden.

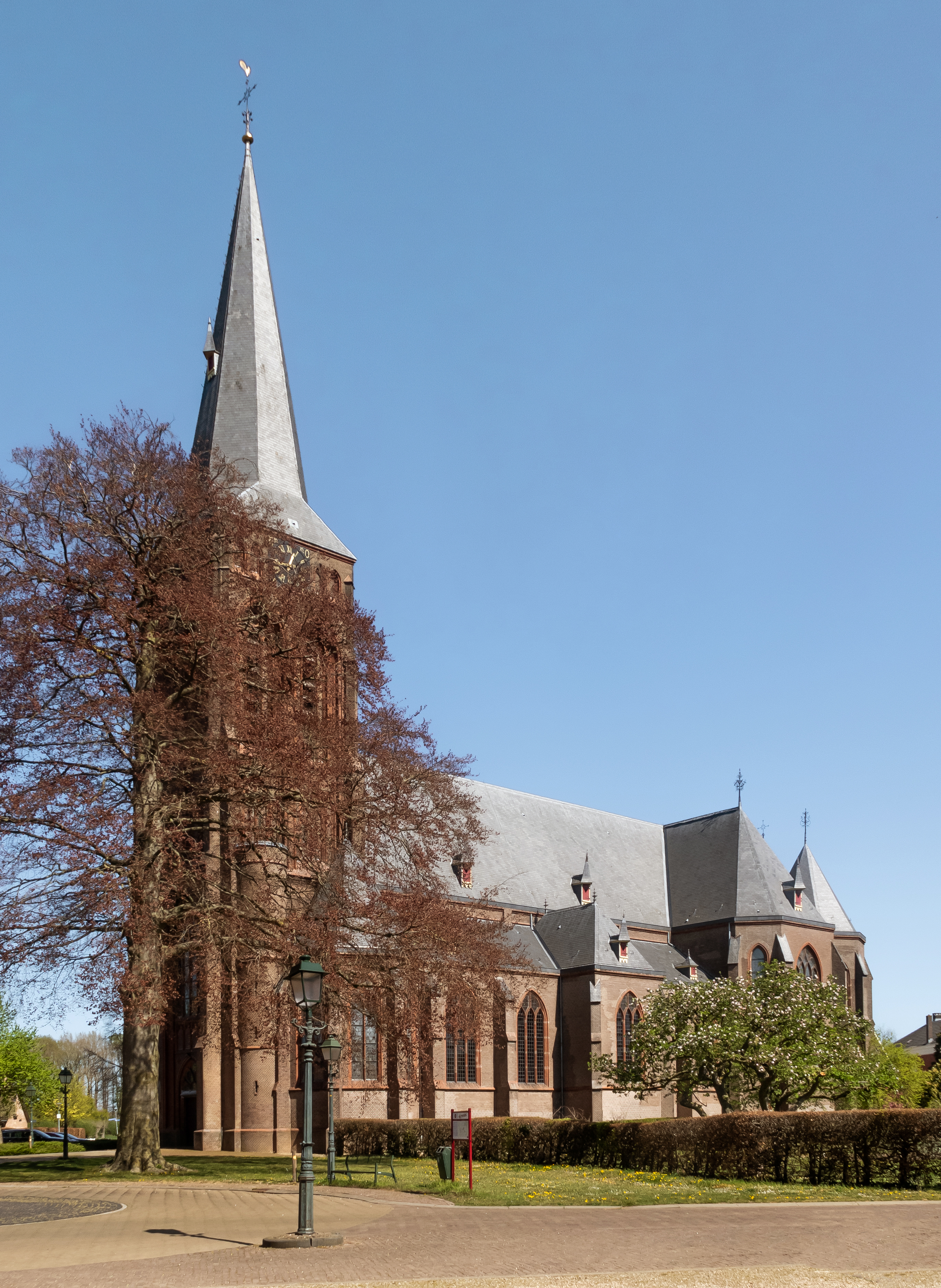
Baak, Kirche: de Sint Martinuskerk

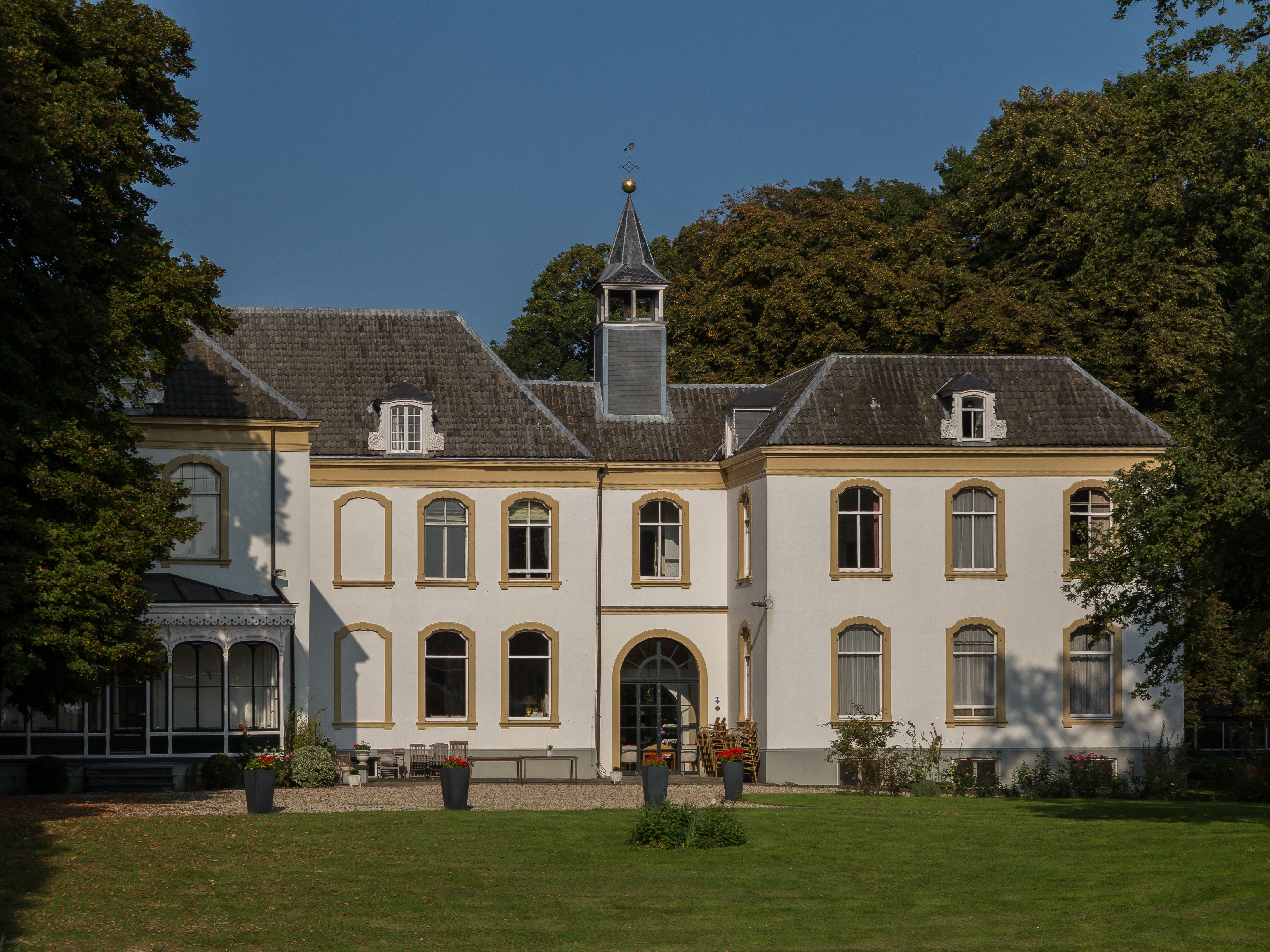
Baak, Landhaus: Huis Baak